# Fischhof Ignác Vilmos
Fischhof Ignác Vilmos (Óbuda, 1814. szeptember 7. – Budapest, 1897. június 17.) orvos.

## Élete
Fischhof Adolf bátyja volt. Pesten és Bécsben tanult s az utóbbi egyetemén kapta a diplomáját. Az 1840-es években Priessnitz mellett, a sziléziai Gräfenbergben (jelenleg Csehországhoz tartozik Lázně Jeseník néven; németül Freiwaldau), majd Bécsben lett kórházi orvos. 1856-ban Pestre költözött. A saját telkén, a Hermina-kápolna közelében hidegvíz-gyógyintézetet rendezett be, amit 1888-ig ő maga vezetett, míg 1892-ben azt a kormány megvásárolta, és a helyére a Vakok Intézetét létesítették. Fischhof a szliácsi gyógyvíz egyik első propagálója volt.

## Munkái
- Szliács das Pyrmont Ungarns; wie es wirkt und wie es angewendet werden soll. Ein Leitfaden für practische Aerzte und alle Jene, die sich der ausgezeichneten Szliácser Heilquellen mit gutem Erfolge beidenen wollen. Auf Erfahrung gegründet. Pesth, 1847.
- Bericht über das hydriatische verfahren in der Kaltwasserheilanstalt zu Lunkány und der hydropathischen Winterheilanstalt in Pest. Pesth. 1855. (Különnyomat a Zeitschrift für Natur- und Heilkunde-ból.)